# Roy Roedger
Temple de la renommée allemand : 1990
Roy Roedger (né le 11 octobre 1958 à Weston, aujourd'hui quartier de Toronto) est un joueur de hockey sur glace germano-canadien.

## Carrière
Il commence sa carrière aux Raiders de Prince Albert en Ligue de hockey junior de la Saskatchewan.
En 1979, Heinz Weisenbach, l'entraîneur de Mannheim ERC arrive au Canada pour recruter des joueurs de ce pays ayant des origines allemandes susceptibles d'être naturalisé pour ne pas amputer le quota des joueurs étrangers. Il passe une petite annonce et recrute ainsi Roy Roedger, son frère Peter, Manfred Wolf, Ralph Krueger, George Fritz, Mike Schmidt et Karl Friesen. Ils sont les premiers joueurs canadiens à venir jouer dans le championnat d'Allemagne de hockey sur glace.
Roy Roedger joue pour le Mannheim ERC durant six saisons et gagne le championnat en 1980. Durant la saison 1984-1985, il donne un coup de crosse dans le visage de Steve McNeil, joueur des Kölner Haie. McNeil perd beaucoup de sang sur son visage et la moitié de la vision de son œil droit. Roedger est contraint de verser une indemnité de 200 000 marks après un règlement à l'amiable, l'intention n'ayant jamais été prouvée.
À la fin de cette saison, il quitte Mannheim pour les DEG Metro Stars. Il remporte de nouveau le championnat allemand en 1990 puis prend sa retraite.
En équipe nationale, il profite de sa naturalisation et choisit l'équipe d'Allemagne. Il participe aux Jeux olympiques 1984 et 1988 ainsi qu'au championnat du monde de hockey sur glace en 1982, 1983, 1985, 1986, 1987 et 1989.
Il est membre du Temple de la renommée du hockey allemand.
Après sa carrière de joueur, il retourne au Canada, obtient un diplôme en sport et en marketing événementiel et gère sa société dans ce secteur près de Toronto.

## Source, notes et références
1. ↑  (en) « Roy Roedger », sur hockeydb.com (consulté le 13 avril 2023).
2. ↑  Günter Klein: 30 Jahre Eishockey-Bundesliga Copress Verlag, 1988,  (ISBN 3-7679-0289-3)
3. ↑  (en) « Roy Roedger », sur eurohockey.com (consulté le 13 avril 2023).
4. ↑  (de) « Roedger - Eishockeymuseum », sur eishockeymuseum.de via Wikiwix (consulté le 12 octobre 2023).
5. ↑  « SDIMKTG », sur sdimarketing.com via Wikiwix (consulté le 12 octobre 2023).

- (de) Cet article est partiellement ou en totalité issu de l’article de Wikipédia en allemand intitulé « Roy Roedger » (voir la liste des auteurs).

- (en) Cet article est partiellement ou en totalité issu de l’article de Wikipédia en anglais intitulé « Roy Roedger » (voir la liste des auteurs).